# Nesiergus halophilus
Nesiergus halophilus är en spindelart som beskrevs av Benoit 1978. Nesiergus halophilus ingår i släktet Nesiergus och familjen fågelspindlar.
Artens utbredningsområde är Seychellerna. Inga underarter finns listade i Catalogue of Life.